# Gorod Zero
Gorod Zero (russisk: Город Зеро, dansk: By Nul) er en sovjetisk spillefilm fra 1989 produceret af Mosfilm og instrueret af Karen Sjakhnazarov. Filmen betegnes af Mosfilm som en absurd komedie. Ifølge instruktøren Karen Shakhnazarov illustrerer filmen, at "vores fortid er ukendelig, da den konstant mystificeres". Filmen er af nogle fortolket som et allegorisk krypteret scenarie om Sovjetunionens opløsning.
Filmen blev i 2009 genudgivet i en restaureret udgave.

## Handling
En ingeniør på en maskinfabrik i Moskva, Aleksej Varakin (spillet af Leonid Filatov) ankommer til en provinsby på forretningsrejse for drøfte de tekniske detaljer i en ændring i designet af klimaanlæg, som den lokale underleverandør har leveret til maskinfabrikken i Moskva i femten år.
Absurditeterne begynder allerede ved indgangen til fabrikken, hvor der ikke er noget adgangskort til Verakin selv om han kort forinden har bestilt det. Fabrikschefens sekretær arbejder helt nøgen, hvilket ingen (bortset fra Varakin) tager særlig notits af. Direktøren ved ikke, at fabrikkens chefingeniør druknede i floden for otte måneder siden. Efter det absurde møde på fabrikken tager Verakin på restaurant, hvor tjeneren mod Verakins protester insisterer på, at Verakin skal have dessert som gave fra kokken - en kage i form af Varakins hoved. På trods af advarslen om, at kokken kan blive fornærmet og begå selvmord, nægter Varakin at spise den specielle kage og vil forlade restauranten. Da han er ved at gå, lyder et skud, og kokken falder om med en revolver i hånden, ramt at en kugle i hjertet.
Varakin forsøger at komme ud af den mærkelige by så hurtigt som muligt, men på togstationens billetkontor får han at vide, at der ikke er billetter. Han tager i stedet en taxi til jernbanestationen i Perebrodino, men chaufføren bringer Varakin til Perebrodovo, en flække med et lokalhistorisk museum, hvor Varakin kommer forbi. Museets kurator (Jevgenij Evstignejev) viser rundt på museet, hvor han viser besynderlige udstillinger af genstande, der er knyttet til Ruslands historie. De udstillede genstande og den tilknyttede historie passer ikke helt - eller langt fra - til hvad der anses som historiske kendsgerninger. De udstillede genstande er i det hele taget mærkværdige: Attilas seng , hvorpå han voldtog den vestgotiske dronning foran sin horde, Peter Urusovs pistol, hvormed han ifølge kuratoren skød Den falske Dimitrij, hvis hoved også er udstillet, voksfigurer med de første rock and roll-dansere i byen, chefen for Gulag, en ung Stalin, der flygtede fra eksil m.fl.
Varakin bliver inviteret hjem hos en lokal elektriker for at overnatte. Elektrikerens søn fortæller Varakin, at han aldrig vil forlade denne by og kender Varakins fulde navn og navnene på Varakins fire døtre. Drengen fortæller, at Varakin vil dø i 2015 og fortæller, hvad der vil komme til at stå på hans gravsten. Inden Varakin lægger sig til at sove, bliver han hentet af en lokal kvinde, der giver ham et lift til banegården i Perebrodino, men på vej til stationen bliver bilen stoppet af en politibil, og Varakin bliver ført tilbage til afhøring i byen om den døde kok. Politiefterforskeren viser Varakin et fotografi fundet hos den afdøde kok med en billedtekst, som indikerer, at kokken Nikolajev er Varakins far, og at Aleksejs rigtige navn er Makhmud. Varakin bliver pålagt at blive i byen, men får besked om, at han kan klage over beslutningen til byens anklager. Anklageren (spillet af Vladimir Mensjov) inviterer Varakin til sig og forklarer bl.a., at kokken blev myrdet og begiver sig ud i en længere redegørelse for den russiske og sovjetiske folkesjæl, der er fristet af "vestlige ideer", som truer den russiske statsdannelse. Anklageren er overbevist om, at sagen om kokken Nikolajev ved første øjekast er fuldstændig ubetydelig, men har en ekstrem dyb betydning og vedrører statens interesser, hvorfor Varakin på ingen må forlade byen og i øvrigt spille med på, at han er søn af kokken.
Hvad Varakin opfatter som absurditet, er tilsyneladende hverdagskost for byens indbyggere. Først er Varakin forbløffet over, hvad der foregår og forsøger at bekæmpe kæden af irrationelle begivenheder, men lidt efter lidt kommer han overens med omstændighederne, tilpasser sig dem og begynder også at tage tingenes irrationelle forløb for givet. Han protesterer ikke længere mod, at han er Mahmud, søn af den afdøde kok Nikolajev.
Kvinden Anna, som han forsøgt at køre Varakin til stationen, beder ham om at gå med hende til digteren Tjugunovs (spillet af Oleg Basilasjvili) datja. Han fortæller Varakin, at kokken Nikolajev var den "første rock and roll-danser" i byen ved en ungdomsaften i Sjdanov Kulturpalads den 18. maj 1957. Nikolaev og kvinden han dansede med, blev senere udstødt af regimet, på grundlag af en indberetning fra sekretæren for den lokale Komsomolafdeling, der senere blev byens anklager. Tjugunov inviterer Varakin til åbningen af Nikolaev Rock and Roll Fan Club, hvor hele byens elite kommer. Tjugunov erklærer ved åbningen, at dette er en "demokratiets sejr." Der danses jitterbug og rock'n'roll, men det afbrydes, da anklageren forsøger at skyde sig selv foran alle tilstedeværende, men pistolen fejlskyder flere gange.
Efter oplevelsen på rock'n'roll-klubben bliver Varakin på sit hotelværelse opsøgt af kokken Nikolajevs dansepartner fra 1957, der efter skandalen havde forsøgt selvmord, hvorved hun mistede sin stemme. Kort efter ankommer også Tjugunov og anklageren, og hotelværelset fyldes op af forskellige personer. Der synges, og selskabet beslutter at gå ud i skoven til "Dmitrij Donskojs magt-eg", og Varakin følger med. Legenden fortæller, at den, der brækker en gren af egen, tager magten. I spøg, og ved et uheld, brækker selskabets deltagere (bortset fra anklageren og Varakin) grene af egen. Anklageren beder Varakin til at løbe, og Varakin løber gennem skoven til han i tågen finder en båd uden årer, som han skubber ud i floden. Båden gribes af strømmen og bliver ført videre ...

## Medvirkende
- Leonid Filatov som Aleksej Varakin
- Oleg Basilasjvili som Vasilij Tjugunov
- Vladimir Mensjov som Nikolaj Smorodinov
- Armen Dzhigarkhanyan som Pavel Palytj
- Jevgenij Jevstignejev